# Бригел
Нуну Мигел Перейра Соуза (порт. Nuno Miguel Pereira Sousa; род. 29 марта 1986 года в Фуншале, Мадейра), более известный как Бригел (Briguel) — португальский футболист, всю карьеру провёл в португальском клубе «Маритиму» в высшей футбольной лиге Португалии. Выступал на позиции правого защитника.
Получил прозвище «Бригел» в честь немецкого защитника Ханса-Петера Бригеля, который также играл на позиции правого защитника.

## Биография
Провел всю карьеру в клубе «Маритиму» из родного города Фуншал. Дебютировал в основной команде и лиге в сезоне 2000/01 против «Алверки» (0:0), проведя на поле 90 минут. Не был стабильно игроком основной команды «Маритиму». Даже после перехода в основную команду он продолжал появляться в матчах за вторую команду. 17 декабря 2014 года Бригел достиг отметки в 700 игр за клуб.
В возрасте 37 после окончания сезона 2015—2016, приняв участие в 10 матчах чемпионата, завершил профессиональную карьеру.
В 2001—2002 годах принял участие в 5 матчах за сборную Португалии до 21 года.
После окончания карьеры работал спортивным директором «Маритиму».